# Sosnová (ort i Tjeckien, lat 50,66, long 14,53)
Sosnová är en ort i Tjeckien. Den ligger i den norra delen av landet, 60 km norr om huvudstaden Prag. Sosnová ligger 269 meter över havet och antalet invånare är 718.
Terrängen runt Sosnová är platt åt nordost, men åt sydväst är den kuperad.Runt Sosnová är det tätbefolkat, med 369 invånare per kvadratkilometer. Närmaste större samhälle är Česká Lípa, 3,4 km norr om Sosnová. Runt Sosnová är det i huvudsak tätbebyggt.